# La Liga 2022/2023
La Liga 2022/23, ze sponzorských důvodů známá také jako La Liga Santander, byla 92. sezónou nejvyšší španělské fotbalové soutěže. Začala 12. srpna 2022 a skončila 4. června 2023. Vzhledem k Mistrovství světa 2022, jež začalo 20. listopadu, byla v lize uprostřed sezóny přestávka. Poslední kolo před přestávkou proběhla 8. a 9. listopadu, a liga pokračovala 31. prosince. Bylo to poprvé od sezóny 2012/13, kdy liga ve Španělsku končila v červnu.

## Týmy

### Postup a sestup (před sezónou)
V lize se utká celkem dvacet týmů, včetně sedmnácti týmů ze sezony 2021/22 a tří týmů postoupivších ze Segunda División 2021/22, jimiž jsou dva nejlepší týmy ze Segunda División a vítěz postupové baráže.
Sestupivší týmy
Prvním týmem, který sestoupil z La Ligy, bylo Levante po prohře 6:0 s Realem Madrid 12. května 2022, čímž skončilo jeho pětileté účinkování v nejvyšší soutěži. Levante ke stejnému osudu odsoudilo i Alavés, které po výsledku 3:1 z 15. května 2022 po šesti letech opustilo nejvyšší soutěž. Třetím a posledním týmem, který sestoupil do 2. ligy, byla Granada, která remizovala s Espanyolem, což ji po výhře Cádizu nad Mallorcou (v posledním kole 22. května 2022) po tříletém pobytu v nejvyšší soutěži poslalo zpět do Segundy.
Postoupivší týmy
Prvními dvěma týmy, které si zajistily postup ze Segunda División, byly Almería a Real Valladolid, které si první, resp. druhou příčku zajistily v posledním kole sezóny. Almería se vrátila do La Ligy po sedmileté absenci, zatímco Valladolid se vrátil již po roce. Třetím a posledním postupujícím týmem se stala Girona, a to po výhře 3:1 v baráži nad Tenerife. Vrátila po třech letech.

### Stadiony a lokace
| Tým             | Město         | Stadion                | Kapacita |
| --------------- | ------------- | ---------------------- | -------- |
| Almería         | Almería       | Power Horse Stadium    | 15 000   |
| Athletic Bilbao | Bilbao        | San Mamés              | 53 289   |
| Atlético Madrid | Madrid        | Wanda Metropolitano    | 68 456   |
| Barcelona       | Barcelona     | Spotify Camp Nou       | 99 354   |
| Cádiz           | Cádiz         | Nuevo Mirandilla       | 20 724   |
| Celta Vigo      | Vigo          | Abanca-Balaídos        | 29 000   |
| Elche           | Elche         | Martínez Valero        | 33 732   |
| Espanyol        | Barcelona     | RCDE Stadium           | 40 000   |
| Getafe          | Getafe        | Coliseum Alfonso Pérez | 17 393   |
| Girona          | Girona        | Montilivi              | 11 810   |
| Mallorca        | Palma         | Visit Mallorca Estadi  | 24 262   |
| Osasuna         | Pamplona      | El Sadar               | 23 576   |
| Rayo Vallecano  | Madrid        | Vallecas               | 14 708   |
| Real Betis      | Seville       | Benito Villamarín      | 60 721   |
| Real Madrid     | Madrid        | Santiago Bernabéu      | 81 044   |
| Real Sociedad   | San Sebastián | Reale Arena            | 39 500   |
| Sevilla         | Seville       | Ramón Sánchez Pizjuán  | 43 883   |
| Valencia        | Valencia      | Mestalla               | 55 000   |
| Valladolid      | Valladolid    | José Zorilla           | 28 012   |
| Villarreal      | Villarreal    | Estadio de la Cerámica | 24 890   |

### Trenéři, kapitáni a sponzoři
| Tým             | Trenér                | Kapitán                 | Výrobce dresů | Sponzoři dresů                                                                  |
| --------------- | --------------------- | ----------------------- | ------------- | ------------------------------------------------------------------------------- |
| Almería         | Rubi                  | César de la Hoz         | Castore       | Khaled Juffali Company, Power Horse1, Durrat Alarous2, Kudu Restaurants3        |
| Athletic Bilbao | Ernesto Valverde      | Iker Muniain            | New Balance   | Kutxabank                                                                       |
| Atlético Madrid | Diego Simeone         | Koke                    | Nike          | WhaleFin, Ria Money Transfer1, Hyundai2                                         |
| Barcelona       | Xavi                  | Sergio Busquets         | Nike          | Spotify, UNHCR1                                                                 |
| Cádiz           | Sergio González       | José Mari               | Macron        | Khalifa Capital, Humanox2                                                       |
| Celta Vigo      | Eduardo Coudet        | Hugo Mallo              | Adidas        | Estrella Galicia 0,0, Abanca1, AIX Investment Group2, Grupo Recalvi3            |
| Elche           | Jorge Almirón         | Gonzalo Verdú           | Nike          | TM Real Estate Group, Sfidante2                                                 |
| Espanyol        | Diego Martínez        | Raúl de Tomás           | Kelme         | Riviera Maya, Digi Communications1, Reale Seguros2, Crypto SNACK3               |
| Getafe          | Quique Sánchez Flores | Djené                   | Joma          | Tecnocasa Group, Motoreto3                                                      |
| Girona          | Míchel Sánchez        | Cristhian Stuani        | Puma          | Gosbi, Costa Brava3, Parlem3                                                    |
| Mallorca        | Javier Aguirre        | Iñigo Ruiz de Galarreta | Nike          | αGEL, Alua Hotels & Resorts1, Juaneda1, OK Mobility2, Air Europa3, Specialized3 |
| Osasuna         | Jagoba Arrasate       | Roberto Torres          | Adidas        | Verleal, Clínica Universidad de Navarra3                                        |
| Rayo Vallecano  | Andoni Iraola         | Óscar Trejo             | Umbro         | Digi Communications                                                             |
| Real Betis      | Manuel Pellegrini     | Sergio Canales          | Hummel        | Finetwork, LegacyFX1, Reale Seguros2, MuchBetter3                               |
| Real Madrid     | Carlo Ancelotti       | Karim Benzema           | Adidas        | Emirates                                                                        |
| Real Sociedad   | Imanol Alguacil       | Asier Illarramendi      | Macron        | Cazoo, Kutxabank1, Reale Seguros2, Finetwork3                                   |
| Sevilla         | Jorge Sampaoli        | Jesús Navas             | Castore       | Degiro, Andex1, Valvoline2                                                      |
| Valencia        | Gennaro Gattuso       | José Gayà               | Puma          | Cazoo, Sailun Tyres2, Škoda3                                                    |
| Valladolid      | Pacheta               | Roque Mesa              | Adidas        | Estrella Galicia 0,0, Herbalife Nutrition1, JD Sports2, INEXO3                  |
| Villarreal      | Unai Emery            | Raúl Albiol             | Joma          | Pamesa Cerámica, Zoomex1, Color Star Technology2                                |

1. ^Na zádech.
2. ^Na rukávech.
3. ^Na kraťasech.

### Změny trenérů
| Tým             | Odcházející trenér    | Důvod odchodu            | Datum odchodu     | Pozice týmu v tabulce | Příchozí trenér           | Datum nástupu      |
| --------------- | --------------------- | ------------------------ | ----------------- | --------------------- | ------------------------- | ------------------ |
| Espanyol        | Luis Blanco           | Konec dočasného převzetí | 13. května 2022   | Před sezónou          | Diego Martínez            | 31. května 2022    |
| Valencia        | José Bordalás         | Vyhazov                  | 22. května 2022   | Před sezónou          | Gennaro Gattuso           | 9. června 2022     |
| Athletic Bilbao | Marcelino             | Rezignace                | 24. května 2022   | Před sezónou          | Ernesto Valverde          | 30. června 2022    |
| Elche           | Francisco             | Vyhazov                  | 4. října 2022     | 20. místo             | Alberto Gallego (dočasně) | 7. října 2022      |
| Sevilla         | Julen Lopetegui       | Vyhazov                  | 5. října 2022     | 17.                   | Jorge Sampaoli            | 6. října 2022      |
| Elche           | Alberto Gallego       | Konec dočasné výpomoci   | 12. října 2022    | 20.                   | Jorge Almirón             | 12. října 2022     |
| Villarreal      | Unai Emery            | odešel do Aston Villy    | 24. října 2022    | 7.                    | Quique Setién             | 25. října 2022     |
| Celta Vigo      | Eduardo Coudet        | Vyhozen                  | 2. listopadu 2022 | 16.                   | Carlos Carvalhal          | 2. listopadu 2022  |
| Elche           | Jorge Almirón         | Vyhozen                  | 7. listopadu 2022 | 20.                   | Pablo Machín              | 17. listopadu 2022 |
| Valencia        | Gennaro Gattuso       | Vzájemná dohoda          | 31. ledna 2023    | 14.                   | Voro (dočasně)            | 31. ledna 2023     |
| Valencia        | Voro (dočasně)        | Konec dočasné výpomoci   | 14. února 2023    | 18.                   | Rubén Baraja              | 14. února 2023     |
| Elche           | Pablo Machín          | Vyhozen                  | 20. března 2023   | 20.                   | Sebastián Beccacece       | 21. března 2023    |
| Sevilla         | Jorge Sampaoli        | Vyhozen                  | 21. března 2023   | 14.                   | José Luis Mendilibar      | 21. března 2023    |
| Valladolid      | Pacheta               | Vyhozen                  | 3. dubna 2023     | 15.                   | Paulo Pezzolano           | 4. dubna 2023      |
| Espanyol        | Diego Martínez        | Vyhozen                  | 3. dubna 2023     | 17.                   | Luis García               | 3. dubna 2023      |
| Getafe          | Quique Sánchez Flores | Vyhozen                  | 27. dubna 2023    | 18.                   | José Bordalás             | 29. dubna 2023     |

## Tabulka
ke dni 4. června 2023
| Poř. | Tým             | Z  | V  | R  | P  | VG | OG | B  |
| ---- | --------------- | -- | -- | -- | -- | -- | -- | -- |
| 1.   | Barcelona       | 38 | 28 | 4  | 6  | 70 | 20 | 88 |
| 2.   | Real Madrid     | 38 | 24 | 6  | 8  | 75 | 36 | 78 |
| 3.   | Atlético Madrid | 38 | 23 | 8  | 7  | 70 | 33 | 77 |
| 4.   | Real Sociedad   | 38 | 21 | 8  | 9  | 51 | 34 | 71 |
| 5.   | Villarreal      | 38 | 19 | 7  | 12 | 58 | 40 | 64 |
| 6.   | Real Betis      | 38 | 17 | 9  | 12 | 46 | 41 | 60 |
| 7.   | Osasuna         | 38 | 15 | 8  | 15 | 37 | 42 | 53 |
| 8.   | Athletic Bilbao | 38 | 14 | 9  | 15 | 47 | 43 | 51 |
| 9.   | Mallorca        | 38 | 14 | 8  | 16 | 37 | 43 | 50 |
| 10.  | Girona          | 38 | 13 | 10 | 15 | 58 | 55 | 49 |
| 11.  | Rayo Vallecano  | 38 | 13 | 10 | 15 | 45 | 53 | 49 |
| 12.  | Sevilla         | 38 | 13 | 10 | 15 | 47 | 54 | 49 |
| 13.  | Celta Vigo      | 38 | 11 | 10 | 17 | 43 | 53 | 43 |
| 14.  | Cádiz           | 38 | 10 | 12 | 16 | 30 | 53 | 42 |
| 15.  | Getafe          | 38 | 10 | 12 | 16 | 34 | 45 | 42 |
| 16.  | Valencia        | 38 | 11 | 9  | 18 | 42 | 45 | 42 |
| 17.  | Almería         | 38 | 11 | 8  | 19 | 49 | 65 | 41 |
| 18.  | Real Valladolid | 38 | 11 | 7  | 20 | 33 | 63 | 40 |
| 19.  | RCD Espanyol    | 38 | 8  | 13 | 17 | 52 | 69 | 37 |
| 20.  | Elche           | 38 | 5  | 10 | 23 | 30 | 67 | 25 |

Pravidla pro klasifikaci: 1) Body; 2) Gólový rozdíl; 3) vstřelené góly; 4.1) Body získané ve vzájemných zápasech; 4.2) Vstřelené góly ve vzájemných zápasech; 4.3) Play-off
|  | Přímý postup do Ligy mistrů                     |
|  | Přímý postup do Evropské ligy                   |
|  | Postup do 4. předkola Evropské konferenční ligy |
|  | Sestup do Segunda division                      |

## Křížová tabulka
ke dni 4. června 2023
|                    | FCB | RMA | ATM | RSO | VIL | BET | OSA | ATH | MLL | GIR | RAY | SEV | CEL | CAD | GET | VAL | ALM | VLD | ESP | ELC |
| ------------------ | --- | --- | --- | --- | --- | --- | --- | --- | --- | --- | --- | --- | --- | --- | --- | --- | --- | --- | --- | --- |
| FC Barcelona       | -   | 2:1 | 1:0 | 1:2 | 3:0 | 4:0 | 1:0 | 4:0 | 3:0 | 0:0 | 0:0 | 3:0 | 1:0 | 2:0 | 1:0 | 1:0 | 2:0 | 4:0 | 1:1 | 3:0 |
| Real Madrid        | 3:1 | -   | 1:1 | 0:0 | 2:3 | 2:1 | 1:1 | 1:1 | 4:1 | 1:1 | 2:1 | 3:1 | 2:0 | 2:1 | 1:0 | 2:0 | 4:2 | 6:0 | 3:1 | 4:0 |
| Atlético Madrid    | 0:1 | 1:2 | -   | 2:1 | 0:2 | 1:0 | 3:0 | 1:0 | 3:1 | 2:1 | 1:1 | 6:1 | 4:1 | 5:1 | 1:1 | 3:0 | 2:1 | 3:0 | 1:1 | 2:0 |
| Real Sociedad      | 1:4 | 2:0 | 1:1 | -   | 1:0 | 0:2 | 2:0 | 3:1 | 1:0 | 2:2 | 2:1 | 2:1 | 1:1 | 0:0 | 2:0 | 1:1 | 1:0 | 0:1 | 2:1 | 2:0 |
| Villarreal         | 0:1 | 2:1 | 2:2 | 2:0 | -   | 1:1 | 2:0 | 5:1 | 0:2 | 1:0 | 0:1 | 1:1 | 3:1 | 2:0 | 2:1 | 2:1 | 2:1 | 1:2 | 4:2 | 4:0 |
| Real Betis         | 1:2 | 0:0 | 1:2 | 0:0 | 1:0 | -   | 1:0 | 0:0 | 1:0 | 2:1 | 3:1 | 1:1 | 3:4 | 0:2 | 0:1 | 1:1 | 3:1 | 2:1 | 3:1 | 3:0 |
| Osasuna            | 1:2 | 0:2 | 0:1 | 0:2 | 0:3 | 3:2 | -   | 2:0 | 1:0 | 2:1 | 2:1 | 2:1 | 0:0 | 2:0 | 0:2 | 1:2 | 3:1 | 2:0 | 1:0 | 2:1 |
| Athletic Bilbao    | 0:1 | 0:2 | 0:1 | 2:0 | 1:0 | 0:1 | 0:0 | -   | 0:0 | 2:3 | 3:2 | 0:1 | 2:1 | 4:1 | 0:0 | 1:0 | 4:0 | 3:0 | 0:1 | 0:1 |
| Mallorca           | 0:1 | 1:0 | 1:0 | 1:1 | 4:2 | 1:2 | 0:0 | 1:1 | -   | 1:1 | 3:0 | 0:1 | 1:0 | 1:0 | 3:1 | 1:0 | 1:0 | 1:0 | 1:1 | 0:1 |
| Girona             | 0:1 | 4:2 | 0:1 | 3:5 | 1:2 | 1:2 | 1:1 | 2:1 | 2:1 | -   | 2:2 | 2:1 | 0:1 | 1:1 | 3:1 | 1:0 | 6:2 | 2:1 | 2:1 | 2:0 |
| Rayo Vallecano     | 2:1 | 3:2 | 1:2 | 0:2 | 2:1 | 1:2 | 2:1 | 0:0 | 0:2 | 2:2 | -   | 1:1 | 0:0 | 5:1 | 0:0 | 2:1 | 2:0 | 2:1 | 1:2 | 2:1 |
| Sevilla            | 0:3 | 1:2 | 0:2 | 1:2 | 2:1 | 0:0 | 2:3 | 1:1 | 2:0 | 0:2 | 0:1 | -   | 2:2 | 1:0 | 2:1 | 1:1 | 2:1 | 1:1 | 3:2 | 3:0 |
| Celta de Vigo      | 2:1 | 1:4 | 0:1 | 1:2 | 1:1 | 1:0 | 1:2 | 1:0 | 0:1 | 1:1 | 3:0 | 1:1 | -   | 3:0 | 1:1 | 1:2 | 2:2 | 3:0 | 2:2 | 1:0 |
| Cádiz              | 0:4 | 0:2 | 3:2 | 0:1 | 0:0 | 0:0 | 0:1 | 0:4 | 2:0 | 2:0 | 1:0 | 0:2 | 1:0 | -   | 2:2 | 2:1 | 1:1 | 2:0 | 2:2 | 1:1 |
| Getafe             | 0:0 | 0:1 | 0:3 | 2:1 | 0:0 | 0:1 | 2:1 | 2:2 | 2:0 | 3:2 | 1:1 | 2:0 | 1:0 | 0:0 | -   | 1:0 | 1:2 | 2:3 | 1:2 | 1:1 |
| Valencia           | 0:1 | 1:0 | 0:1 | 1:0 | 1:1 | 3:0 | 1:0 | 1:2 | 1:2 | 1:0 | 1:1 | 0:2 | 3:0 | 0:1 | 5:1 | -   | 2:2 | 2:1 | 2:2 | 2:2 |
| Almería            | 1:0 | 1:2 | 1:1 | 0:2 | 0:2 | 2:3 | 0:1 | 1:2 | 3:0 | 3:2 | 3:1 | 2:1 | 3:1 | 1:1 | 1:0 | 2:1 | -   | 0:0 | 3:1 | 2:1 |
| Real Valladolid    | 3:1 | 0:2 | 2:5 | 1:0 | 0:3 | 0:0 | 0:0 | 1:3 | 3:3 | 1:0 | 0:1 | 0:3 | 4:1 | 0:1 | 0:0 | 1:0 | 1:0 | -   | 2:1 | 2:1 |
| Espanyol Barcelona | 2:4 | 1:3 | 3:3 | 2:3 | 0:1 | 1:0 | 1:1 | 1:2 | 2:1 | 2:2 | 0:2 | 2:3 | 1:3 | 0:0 | 1:0 | 2:2 | 3:3 | 1:0 | -   | 2:2 |
| Elche              | 0:4 | 0:3 | 1:0 | 0:1 | 3:1 | 2:3 | 1:1 | 1:4 | 1:1 | 1:2 | 4:0 | 1:1 | 0:1 | 1:1 | 0:1 | 0:2 | 1:1 | 1:1 | 0:1 | -   |

Vysvětlivky: zelená = výhra domácího týmu; žlutá = remíza; červená = výhra hostujícího týmu.

## Statistiky
ke dni 4. června 2023

### Střelci
| Pořadí | Hráč               | Klub            | Góly |
| ------ | ------------------ | --------------- | ---- |
| 1      | Robert Lewandowski | Barcelona       | 23   |
| 2      | Karim Benzema      | Real Madrid     | 19   |
| 3      | Joselu             | Espanyol        | 16   |
| 4      | Antoine Griezmann  | Atlético Madrid | 15   |
| 4      | Borja Iglesias     | Real Betis      | 15   |
| 4      | Vedat Muriqi       | Mallorca        | 15   |
| 6      | Enes Ünal          | Getafe          | 14   |
| 8      | Taty Castellanos   | Girona          | 13   |
| 8      | Álvaro Morata      | Atlético Madrid | 13   |
| 10     | Iago Aspas         | Celta Vigo      | 12   |
| 10     | Alexander Sørloth  | Real Sociedad   | 12   |
| 10     | Nicolas Jackson    | Villarreal      | 12   |

### Asistence
| Pořadí | Hráč               | Klub            | Asistence |
| ------ | ------------------ | --------------- | --------- |
| 1      | Antoine Griezmann  | Atlético Madrid | 16        |
| 2      | Mikel Merino       | Real Sociedad   | 9         |
| 2      | Vinícius Júnior    | Real Madrid     | 9         |
| 4      | Rodrygo            | Real Madrid     | 8         |
| 5      | Rodrigo de Paul    | Atlético Madrid | 7         |
| 5      | Lucas Robertone    | Almería         | 7         |
| 5      | Brian Oliván       | Espanyol        | 7         |
| 5      | Robert Lewandowski | Barcelona       | 7         |
| 5      | Raphinha           | Barcelona       | 7         |
| 5      | Ousmane Dembélé    | Barcelona       | 7         |
| 11     | Alejandro Balde    | Barcelona       | 6         |
| 11     | Marco Asensio      | Real Madrid     | 6         |
| 11     | Óscar de Marcos    | Athletic Bilbao | 6         |
| 11     | Aimar Oroz         | Osasuna         | 6         |

### Zamora Trophy
| Pořadí | Hráč                  | Klub            | Zápasy | Inkasované góly | Čistá konta | Průměr na zápas |
| ------ | --------------------- | --------------- | ------ | --------------- | ----------- | --------------- |
| 1      | Marc-André ter Stegen | Barcelona       | 37     | 18              | 27          | 0,49            |
| 2      | Jan Oblak             | Atlético Madrid | 28     | 20              | 11          | 0.71            |
| 3      | Álex Remiro           | Real Sociedad   | 38     | 35              | 15          | 0.92            |
| 4      | Thibaut Courtois      | Real Madrid     | 31     | 29              | 10          | 0,94            |
| 5      | Predrag Rajković      | Mallorca        | 36     | 40              | 12          | 1.11            |

### Hattricky
| Hráč              | Klub            | Proti           | Výsledek | Datum           | Kolo |
| ----------------- | --------------- | --------------- | -------- | --------------- | ---- |
| Oihan Sancet      | Athletic Bilbao | Cádiz           | 4:1 (D)  | 3. února 2023   | 20.  |
| Pere Milla        | Elche           | Villarreal      | 3:1 (D)  | 4. února 2023   | 20.  |
| Karim Benzema     | Real Madrid     | Real Valladolid | 6:0 (D)  | 2. dubna 2023   | 27.  |
| Taty Castellanos4 | Girona          | Real Madrid     | 4:2 (D)  | 25. dubna 2023  | 31.  |
| Karim Benzema     | Real Madrid     | Almería         | 4:2 (D)  | 29. dubna 2023  | 32.  |
| Lázaro            | Almería         | Mallorca        | 3:0 (D)  | 20. května 2023 | 35.  |

### Disciplína

#### Hráči
- Nejvíce žlutých karet: 14
  -  Óscar Gil (Espanyol)
  -  Fede San Emeterio (Cádiz)

- Nejvíce červených karet: 3
  -  Isaac Carcelén (Cádiz)
  -  Luiz Felipe (Real Betis)
  -  Florian Lejeune (Rayo Vallecano)
  -  Marcos Acuña (Sevilla)
  -  Pape Gueye (Sevilla)
  -  Germán Pezzella (Real Betis)

#### Týmy
- Nejvíce žlutých karet: 121
  - Mallorca

- Nejvíce červených karet: 15
  - Betis

- Nejméně žlutých karet: 68
  - Real Madrid

- Nejméně červených karet: 2
  - Real Sociedad

## Ocenění

### Měsíční
| Měsíc  | Hráč měsíce        | Hráč měsíce     | Reference |
| Měsíc  | Hráč               | Klub            | Reference |
| ------ | ------------------ | --------------- | --------- |
| Srpen  | Borja Iglesias     | Real Betis      | [ 21 ]    |
| Září   | Federico Valverde  | Real Madrid     | [ 22 ]    |
| Říjen  | Robert Lewandowski | Barcelona       | [ 23 ]    |
| Leden  | Alexander Sørloth  | Real Sociedad   | [ 24 ]    |
| Únor   | Gabri Veiga        | Celta Vigo      | [ 25 ]    |
| Březen | Antoine Griezmann  | Atlético Madrid | [ 26 ]    |
| Duben  | Youssef En-Nesyri  | Sevilla         | [ 27 ]    |

| Tým sezóny | Tým sezóny                          | Tým sezóny                          | Tým sezóny                          | Tým sezóny                          | Tým sezóny                          | Tým sezóny                        | Tým sezóny                        | Tým sezóny                        | Tým sezóny                        | Tým sezóny                        | Tým sezóny                        | Tým sezóny                        | Tým sezóny                        | Tým sezóny                        | Tým sezóny                        | Tým sezóny                        | Tým sezóny                        | Tým sezóny                        | Tým sezóny                        | Tým sezóny                        |
| ---------- | ----------------------------------- | ----------------------------------- | ----------------------------------- | ----------------------------------- | ----------------------------------- | --------------------------------- | --------------------------------- | --------------------------------- | --------------------------------- | --------------------------------- | --------------------------------- | --------------------------------- | --------------------------------- | --------------------------------- | --------------------------------- | --------------------------------- | --------------------------------- | --------------------------------- | --------------------------------- | --------------------------------- |
| Brankář    | Marc-André ter Stegen (Barcelona)   | Marc-André ter Stegen (Barcelona)   | Marc-André ter Stegen (Barcelona)   | Marc-André ter Stegen (Barcelona)   | Marc-André ter Stegen (Barcelona)   | Marc-André ter Stegen (Barcelona) | Marc-André ter Stegen (Barcelona) | Marc-André ter Stegen (Barcelona) | Marc-André ter Stegen (Barcelona) | Marc-André ter Stegen (Barcelona) | Marc-André ter Stegen (Barcelona) | Marc-André ter Stegen (Barcelona) | Marc-André ter Stegen (Barcelona) | Marc-André ter Stegen (Barcelona) | Marc-André ter Stegen (Barcelona) | Marc-André ter Stegen (Barcelona) | Marc-André ter Stegen (Barcelona) | Marc-André ter Stegen (Barcelona) | Marc-André ter Stegen (Barcelona) | Marc-André ter Stegen (Barcelona) |
| Obránci    | Nahuel Molina (Atlético Madrid)     | Nahuel Molina (Atlético Madrid)     | Nahuel Molina (Atlético Madrid)     | Nahuel Molina (Atlético Madrid)     | Jules Koundé (Barcelona)            | Jules Koundé (Barcelona)          | Jules Koundé (Barcelona)          | Jules Koundé (Barcelona)          | Éder Militão (Real Madrid)        | Éder Militão (Real Madrid)        | Éder Militão (Real Madrid)        | Éder Militão (Real Madrid)        | David García (Osasuna)            | David García (Osasuna)            | David García (Osasuna)            | David García (Osasuna)            | Alejandro Balde (Barcelona)       | Alejandro Balde (Barcelona)       | Alejandro Balde (Barcelona)       | Alejandro Balde (Barcelona)       |
| Záložníci  | Gabri Veiga (Celta Vigo)            | Gabri Veiga (Celta Vigo)            | Gabri Veiga (Celta Vigo)            | Gabri Veiga (Celta Vigo)            | Federico Valverde (Real Madrid)     | Federico Valverde (Real Madrid)   | Federico Valverde (Real Madrid)   | Federico Valverde (Real Madrid)   | Mikel Merino (Real Sociedad)      | Mikel Merino (Real Sociedad)      | Mikel Merino (Real Sociedad)      | Mikel Merino (Real Sociedad)      | Pedri (Barcelona)                 | Pedri (Barcelona)                 | Pedri (Barcelona)                 | Pedri (Barcelona)                 | Luka Modrić (Real Madrid)         | Luka Modrić (Real Madrid)         | Luka Modrić (Real Madrid)         | Luka Modrić (Real Madrid)         |
| Útočníci   | Antoine Griezmann (Atlético Madrid) | Antoine Griezmann (Atlético Madrid) | Antoine Griezmann (Atlético Madrid) | Antoine Griezmann (Atlético Madrid) | Antoine Griezmann (Atlético Madrid) | Karim Benzema (Real Madrid)       | Karim Benzema (Real Madrid)       | Karim Benzema (Real Madrid)       | Karim Benzema (Real Madrid)       | Karim Benzema (Real Madrid)       | Robert Lewandowski (Barcelona)    | Robert Lewandowski (Barcelona)    | Robert Lewandowski (Barcelona)    | Robert Lewandowski (Barcelona)    | Robert Lewandowski (Barcelona)    | Vinícius Júnior (Real Madrid)     | Vinícius Júnior (Real Madrid)     | Vinícius Júnior (Real Madrid)     | Vinícius Júnior (Real Madrid)     | Vinícius Júnior (Real Madrid)     |
|            |                                     |                                     |                                     |                                     |                                     |                                   |                                   |                                   |                                   |                                   |                                   |                                   |                                   |                                   |                                   |                                   |                                   |                                   |                                   |                                   |

## Týmy podle autonomního společenství
| Pořadí | Autonomní rozdělení      | Počet | Týmy                                                 |
| ------ | ------------------------ | ----- | ---------------------------------------------------- |
| 1      | Andalusie                | 4     | Almería, Cádiz, Real Betis, Sevilla                  |
| 1      | Madridské společenství   | 4     | Atlético Madrid, Getafe, Rayo Vallecano, Real Madrid |
| 3      | Katalánsko               | 3     | Barcelona, Girona, Espanyol                          |
| 3      | Valencijské společenství | 3     | Elche, Valencia, Villarreal                          |
| 5      | Baskicko                 | 2     | Athletic Bilbao, Real Sociedad                       |
| 6      | Baleáry                  | 1     | Mallorca                                             |
| 6      | Kastilie a León          | 1     | Real Valladolid                                      |
| 6      | Galicie                  | 1     | Celta Vigo                                           |
| 6      | Navarra                  | 1     | Osasuna                                              |